# Willie Keeler
William Henry „Willie“ Keeler (* 3. März 1872 in Brooklyn, New York City; † 1. Januar 1923 ebenda) war ein US-amerikanischer Baseballspieler in der Major League Baseball (MLB). Sein Spitzname war Wee Willie.

## Biografie
Keeler begann seine Karriere 1892 in der National League bei den New York Giants als Outfielder. 1893 wechselte er dann nach Brooklyn zu den Groomers, zu den damaligen Baltimore Orioles in der National League und wieder zurück nach Brooklyn. 1903 wechselte er zu den New York Highlanders, ehe er 1910 seine Karriere wieder bei den Giants beendete. Somit ist Keeler einer der wenigen, der bei allen drei möglichen New Yorkern MLB-Teams seiner Zeit gespielt hat.
Außergewöhnliche Fähigkeiten zeigte der Outfielder Keeler vor allem als Schlagmann. In 16 seiner 19 Spielzeiten hatte er einen Schlagdurchschnitt (batting average) von über 30 %, 1897 erreichte er sogar 42,4 %. Sein Karrieredurchschnitt liegt bei 34,1 %, damit liegt er derzeit auf dem 14. Platz der MLB-Statistik. Zweimal führte er seine Liga im Schlagdurchschnitt an, einmal bei den Hits. In der Saison 1898 gelangen ihm 206 Singles. Mit Baltimore und Brooklyn gewann er fünf Meisterschaften und drei zweite Plätze. Zum Ende seiner Karriere belegte er hinter Cap Anson den zweiten Platz in der Anzahl der Basehits mit 2982.
Keeler war einer der kleinsten und leichtesten Spieler seiner Zeit (seine Größenangaben schwanken zwischen 1,62 m und 1,67 m bei einem Gewicht von 64 kg). Sein größter Spezialschlag war der Bunt, den er perfekt auszuführen verstand. Durch seine Perfektion kam auch die Regeländerung zustande, dass ein foul bunt beim dritten Strike zum Strikeout führt.
1897 stellte er einen Rekord von 44 Spielen in Serie mit einem Basehit auf und verbesserte den Rekord von Bill Dahlen mit 42 Spielen. Erst Joe DiMaggio sollte mit seiner Serie von 56 Spielen 1941 den Rekord brechen. Lediglich Pete Rose schaffte 1978 die Einstellung der 44 Spieleserie. Auch ist Keeler bis heute der einzige Spieler, der in acht aufeinanderfolgenden Spielzeiten mehr als 200 Basehits erreichte.
1939 wurde er als bis heute kleinster Spieler in die Baseball Hall of Fame berufen.